# کبوترهوبرگان
کبوترهوبرگان (انگلیسی: Columbaves) کلادی است که کبوترریختان و هوبره‌ریختان را دربر می‌گیرد.